# Buse (tuyau)
Pour les articles homonymes, voir Buse.

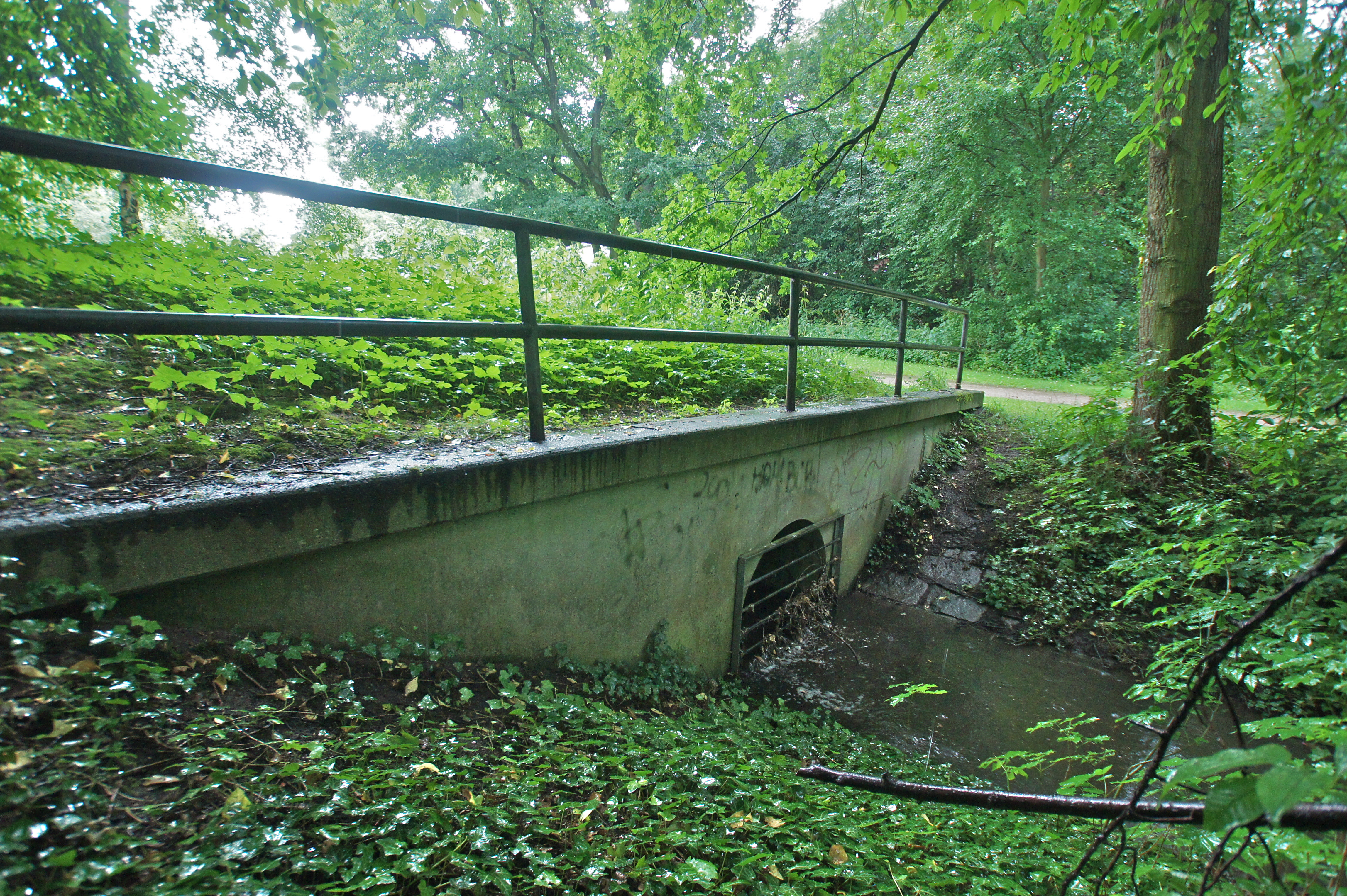
Buse grillagée présentant un « goulot d'étranglement » important, qui implique un nettoyage régulier de la grille, pour contrôler le risque de rétention de l'eau.

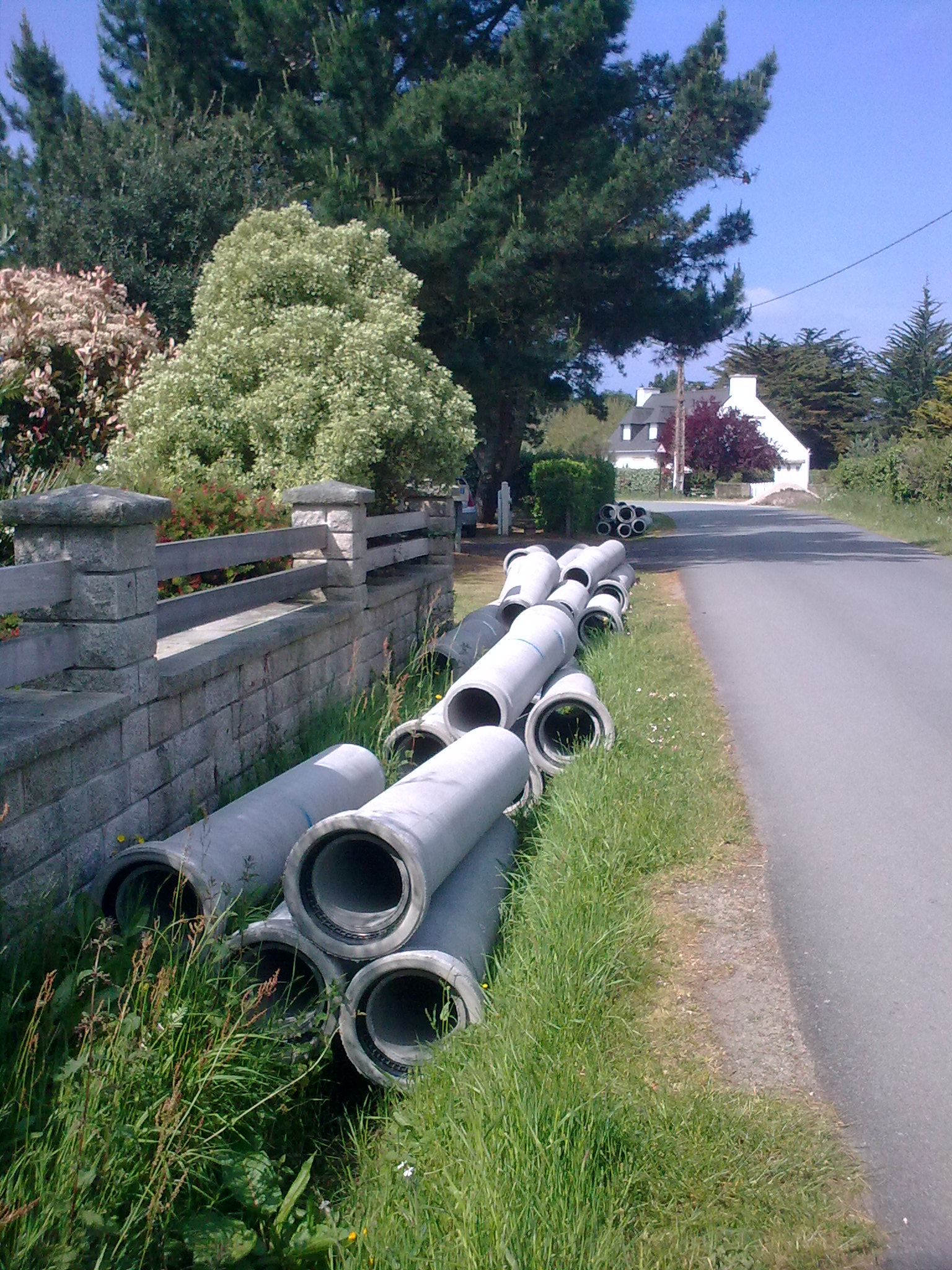
Buses en ciment sur un chantier de travaux publics utilisées pour remplacer des fossés servant à évacuer les eaux pluviales.

Un ponceau ou buse (du néerlandais buis, « tube ») est un conduit rigide de gros calibre servant à l'écoulement d'un fluide. La buse est constituée d'un ou de plusieurs éléments en ciment, béton, céramique ou fonte.

## Buse d'écoulement / de franchissement
L'ouvrage est constitué d'au moins un conduit de forme cylindrique ou ovale, généralement fait de béton, de métal ou de PVC laissant circuler l'eau sous une route, une voie ferrée ou toute autre structure. Dans cette application, une buse est un substitut économique à ce qui aurait autrefois été un pont construit en maçonnerie.

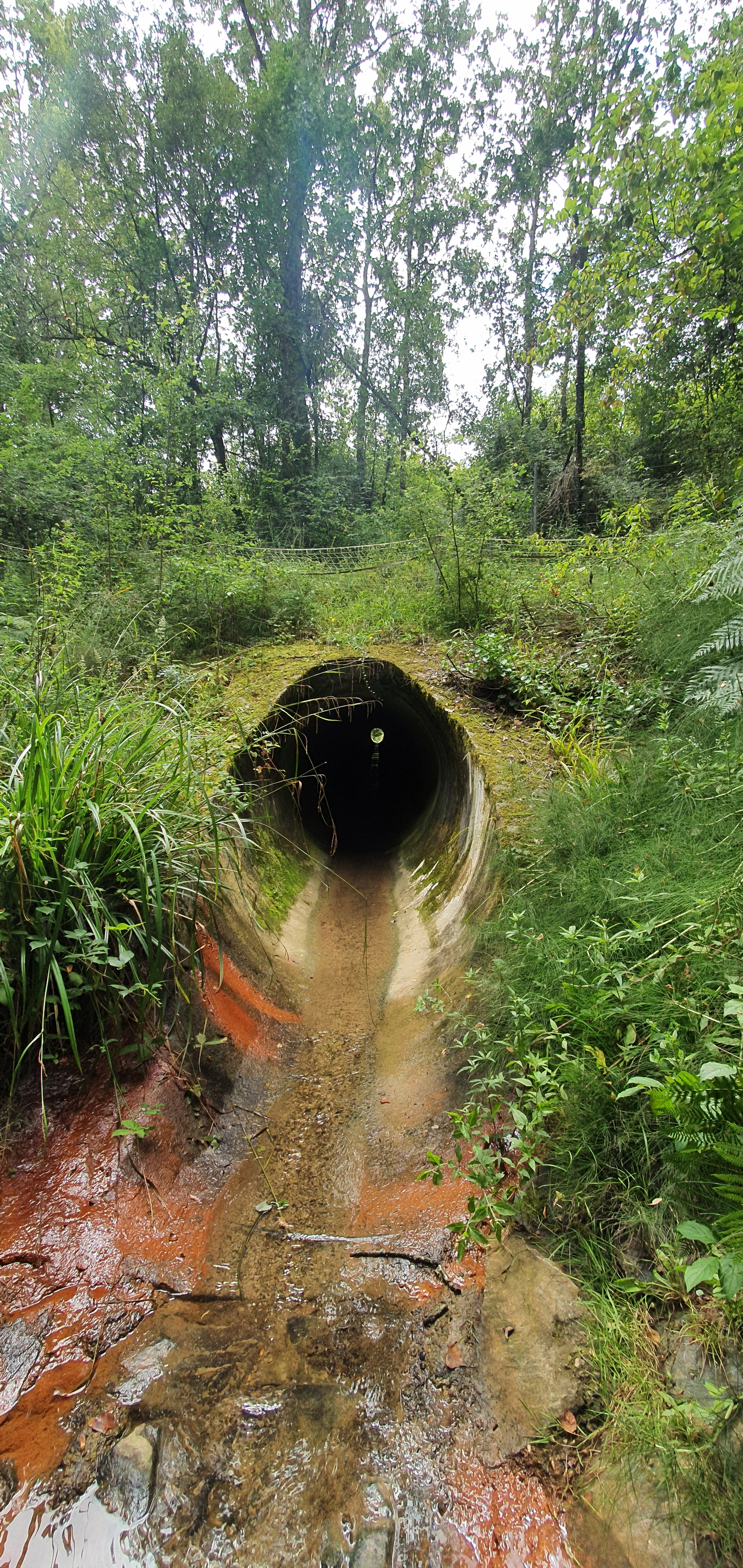
Buse dans la forêt du Mas-d'Agenais, près de Marmande. Cette buse est utilisée par les randonneurs pour franchir une autoroute. Sa taille, de 2 mètres environ, permet en effet le franchissement par des adultes

Un ouvrage similaire de coupe polygonale est un dalot.

## Buse d'aération de tunnel
Pour un tunnel long de quelques centaines de mètres, l’aérage doit être assuré par l'appoint de buses de tirage, car les deux extrémités ne suffisent plus à renouveler l'air et notamment à évacuer le gaz carbonique.